# 叶夫根尼·马斯林
叶夫根尼·彼得罗维奇·马斯林（俄语：Евгений Петрович Маслин，1937年5月20日—2022年2月26日），苏联和俄罗斯军事人物，上将军衔。曾任俄罗斯联邦国防部第12总局局长。

## 生平
1954年开始服役。1959年毕业于列宁格勒布琼尼军事通信学院。同年进入苏联国防部第12总局（负责核武器的控制和保管）工作。1989年4月，任第12总局第一副局长。1992年7月，任俄罗斯联邦国防部第12总局局长。1993年毕业于俄罗斯联邦武装力量总参谋部军事学院。1997年退役。2022年2月26日逝世。